# Iris pamphylica
Iris pamphylica là một loài thực vật có hoa trong họ Diên vĩ. Loài này được Hedge miêu tả khoa học đầu tiên năm 1961.